# Leponiscus alepadis
Leponiscus alepadis är en kräftdjursart som beskrevs av Jean Abel Gruvel 1901. Leponiscus alepadis ingår i släktet Leponiscus och familjen Hemioniscidae. Inga underarter finns listade i Catalogue of Life.